# Хотимский, Залман Ионович
Залман Ионович Хотимский (1900 — 1955) — советский военачальник, полковник (1938). Начальник штаба 31-й армии и 5 армии (1941) и командир 359-й стрелковой дивизии (1941—1942) в период Великой Отечественной войны. Участник Гражданской, Советско-китайской, Советско-японской и Советско-финляндской войн.

## Биография
Родился 1900 году в городе Новгород-Северский в еврейской семье.

### Участие в Гражданской, Советско-китайской, Советско-японской и Советско-финляндской войнах
С 1919 года служил в РККА. С 1919 по 1920 год участник Гражданской войны в составе Южного фронта в качестве телефониста взвода связи и красноармейца 510-го стрелкового полка  57-й стрелковой дивизии, был участником боёв с белогвардейскими войсками 
А. И. Деникина и с войсками белополяков. В 1920 году уволен со службы по болезни.
В 1923 году вновь призван в РККА и направлен для обучения в Киевскую артиллерийскую школу, которую окончил в 1926 году. С 1926 по 1931 год служил в составе 1-го Читинского стрелкового полка 1-й Тихоокеанской стрелковой дивизии в качестве командира огневого взвода, помощника и командира артиллерийской батареи. В 1929 году был участником Советско-китайского вооружённого конфликта.
С 1931 года служил в войсках Белорусского военного округа в составе 5-го артиллерийского полка 5-й стрелковой дивизии на должности командира батареи. С 1931 по 1934 год обучался в Военной академии РККА имени М. В. Фрунзе. С 1934 по 1935 год — помощник начальника штаба 74-го артиллерийского полка 74-й Таманской стрелковой дивизии. С 1935 по 1936 год служил в Ленинградском военном округе в составе 56-й стрелковой дивизии в качестве начальника штаба 168-го стрелкового полка. В 1936 году окончил Разведывательные курсы усовершенствования командного состава РККА. С 1936 по 1938 год служил в составе 6-го казачьего кавалерийского корпуса имени И. В. Сталина в должности начальника разведывательного отдела. 
С 1938 году был назначен начальником штаба 90-й стрелковой дивизии, но не пробыв на этой должности и месяц был направлен в   Особую Краснознамённую Дальневосточную армию в качестве заместителя начальника штаба Приморской группы войск и 1-й Отдельной Краснознамённой армии, участник боёв на озере Хасан. В 1939 году был направлен на Северо-Западный фронт, был участником Советско-финляндской войны в качестве заместителя начальника штаба 8-й армии по тылу. С 1940 по 1941 год обучался в Военной академии Генерального штаба РККА имени К. Е. Ворошилова. 

### Великая Отечественная война
С июня 1941 года — начальник оперативного отдела — заместитель начальника штаба, с 15 июля по 30 сентября — начальник штаба 31-й армии входящей в состав Резервного фронта, основной задачей армии но тот момент было создание оборонительного рубежа по линии Осташков — Селижарово — Ржев. С декабря 1941 года — заместитель начальника оперативного отдела штаба Западного фронта.  С 11 по 24 октября 1941 года — начальник штаба 5 армии.
С 1941 по 1942 год — командир 359-й стрелковой дивизией в составе Калининского фронта. В составе 30-й и 31-й армий Калининского и Западного фронтов с 15 декабря 1941 года дивизия под командованием З. И. Хотимского участвовала в битве за Москву и  Калининской наступательной операции. С 1942 года — начальник оперативного отдела — заместитель начальника штаба 39-й армии, с 13 января — представитель штаба Калининского фронта в 11-м кавалерийском корпусе, с которым участвовал в Ржевско-Вяземской стратегической наступательной операции являющегося продолжением советского контрнаступления под Москвой. 
С апреля 1942 года — инспектор Группы по подготовке резервных частей  Северо-Кавказского военного округа, с июня 1942 года — руководитель Группы по подготовке резервных частей 8-й  армии, с августа 1942 года — инспектор Группы по формированию дивизий и расстановке кадров на Закавказском фронте. С октября 1942 года — начальник оперативного отдела — заместитель начальника штаба 58-й армии. С 1943 года — заместитель командира 244-й стрелковой дивизии, в составе 12-й армии участвовал в  Донбасской и Запорожской наступательных операциях.  
С 1944 года — командир 185-го гвардейского стрелкового полка, в составе 6-й армии 3-го Украинского фронта был участником Никопольско-Криворожской, Березнеговато-Снигиревской и Одесской стратегических наступательных операциях. С 1944 по 1945 год лечился в военном госпитале. В 1946 году уволен из рядов Советской армии. 
Умер 23 августа 1955 года в Москве.

## Награды
- два ордена Красного Знамени (7.09.1935, 6.11.1945)
- Орден Красной Звезды
- Медаль «За боевые заслуги»
- Юбилейная медаль «XX лет Рабоче-Крестьянской Красной Армии»
- Медаль «За оборону Москвы»
- Медаль «За победу над Германией в Великой Отечественной войне 1941—1945 гг.»[6][1][2][2].